# Heather Ashton
Chrystal Heather Ashton, född Champion 11 juli 1929 i Dehradun i Brittiska Indien, död 15 september 2019 i Newcastle upon Tyne i Storbritannien, var en brittisk läkare verksam inom psykofarmakologi. Hon är mest känd för sin forskning om beroende av bensodiazepiner. Mellan 1982 och 1994 drev hon en klinik för avvänjning av bensodiazepiner.
Under 1960-talet blev bensodiazepiner som diazepam och temazepam populära. De ansågs som harmlösa och användes för att behandla ångest och sömnsvårigheter. Men Ashtons forskning visade att även om bensodiazepiner kunde användas för en kort tid utan risk för beroende, var de beroendeframkallande om de användes under en längre period. Hon upptäckte även att abstinenssymptomen såg annorlunda ut jämfört med abstinensen från illegala droger. Detta ledde till att hon skrev en manual för utsättning av bensodiazepiner. Ashtons manual används numera över hela världen.